# Une jeune fille à la fenêtre
Pour plus de détails, voir Fiche technique et Distribution.
 Une jeune fille à la fenêtre  est un film québécois réalisé par Francis Leclerc, sorti en 2001.

## Synopsis
En 1925, peu après la première guerre mondiale, Marthe, une jeune musicienne dans la vingtaine, quitte son village natal pour venir vivre en chambre à Québec et y suivre des cours de piano. Elle découvre la vie artistique et nocturne de la ville où il y a des échos des années folles de l’entre-deux guerres. Elle y fait des rencontres et y noue des amitiés. Pour cette jeune femme souffrant d’un problème cardiaque, cette période de sa vie éphémère est riche.

## Fiche technique
- Réalisation : Francis Leclerc
- Scénario :  Marie-Josée Bastien, Marcel Beaulieu, Francis Leclerc, Nathalie Tchéocharides
- Production : Barbara Shrier
- Photographie : Steve Asselin
- Montage : Glenn Berman
- Musique : Pierre Duchesne
- Chansons : Claire Pelletier
- Conception sonore: Dominik Pagacz
- Montage effets sonores : Dominik Pagacz
- Société de production : Palomar (Québec)
- Société de distribution : Alliance Vivafilm (Québec)
- Genre : Drame
- Durée : 90 minutes
- Langue : Français
- Dates de sortie :
  - Canada / Québec : 30 août 2001 (Festival des films du monde de Montréal)
  - Canada / Québec : 1er février 2002 (en salles)

## Distribution
- Fanny Mallette : Marthe
- Hugues Frenette : Léo
- Évelyne Rompré : Geneviève
- Rosa Zacharie : Cécile
- Louis-David Morasse : Alfred
- Daniel Parent : Paul
- Denis Bernard : Monsieur Dubé
- Diane Dufresne : Madame Hélary
- Richard Fréchette : Monsieur Bélanger
- Jean Lapointe : Chauffeur de taxi
- Jean-Robert Bourdage : Déménageur
- Richard Fagon : Olivier Scott
- Johanne Marie Tremblay La mère
- Jason Millman : Bedeau

## Distinctions

### Nominations
- 2001 : Grand prix des Amériques du Festival des films du monde de Montréal à Francis Leclerc
- 2002 : Prix Génie pour la meilleure musique originale à Pierre Duchesne
- 2002 : Prix Génie pour le meilleur son Dominique Chartrand, Luc Boudrias, Bernard Gariépy Strobl et Hans Peter Strobl
- 2002 : Prix Génie pour le meilleur montage sonore à Marcel Pothier, Dominik Pagacz, Guy Francoeur, Carole Gagnon et Jacques Plante
- 2002 : Prix Jutra pour la meilleure actrice à Fanny Mallette
- 2002 : Prix Jutra pour le meilleur son Dominique Chartrand, Marcel Pothier, Dominik Pagacz et Luc Boudrias